# Kalevi Laurila
Kalevi Johannes Laurila (ur. 5 lutego 1937 w Sääksmäki, zm. 13 kwietnia 1991 w Kangasala) – fiński biegacz narciarski, dwukrotny medalista olimpijski oraz trzykrotny medalista mistrzostw świata.

## Kariera
Jego olimpijskim debiutem były igrzyska w Innsbrucku w 1964 r. Wspólnie z Väinö Huhtalą, Arto Tiainenem i Eero Mäntyrantą wywalczył srebrny medal w sztafecie 4 × 10 k. Ponadto indywidualnie zajął 6. miejsce w biegu na 30 km i 9. miejsce w biegu na 15 km stylem klasycznym. Cztery lata później, podczas igrzysk olimpijskich w Grenoble zdobył brązowy medal w sztafecie razem z Hannu Taipale, Kalevim Oikarainenem i Eero Mäntyrantą. Na tych samych igrzyskach zajął także 6. miejsce w biegu na 30 km oraz 4. miejsce w biegu na 15 km, przegrywając walkę o brązowy medal o 3,9 sekundy z Gunnarem Larssonem ze Szwecji.
W 1962 wystartował na mistrzostwach świata w Zakopanem. Wraz z Väinö Huhtalą, Pentti Pesonenem i Eero Mäntyrantą zdobył tam srebrny medal w sztafecie. Zajął także 17. miejsce w biegu na 15 km stylem klasycznym. Na mistrzostwach świata w Oslo w 1966 roku osiągnął swój największy indywidualny sukces zdobywając srebrny medal w biegu na 30 km. Wyprzedził go jedynie jego rodak Eero Mäntyranta. Ponadto razem z Kalevim Oikarainenem, Hannu Taipale i Eero Mäntyräntą zdobył kolejny srebrny medal w sztafecie. Był także piąty w biegu na 15 km. Startował także w sztafecie podczas mistrzostw świata w Falun zajmując czwarte miejsce.
Laurila był także mistrzem Finlandii w biegu na 15 km w latach 1967, 1968, 1970 i 1974, na 30 km w 1966 i 1968 r. oraz na 50 km w 1967 roku.

## Osiągnięcia

### Igrzyska olimpijskie
| Miejsce | Dzień       | Rok  | Miejscowość | Konkurencja             | Czas biegu  | Strata      | Zwycięzca         |
| ------- | ----------- | ---- | ----------- | ----------------------- | ----------- | ----------- | ----------------- |
| 6.      | 30 stycznia | 1964 | Innsbruck   | 30 km stylem klasycznym | 1:30:50.7 h | +1:50.7 min | Eero Mäntyranta   |
| 9.      | 2 lutego    | 1964 | Innsbruck   | 15 km stylem klasycznym | 50:54.1 min | +1:05.7 min | Eero Mäntyranta   |
| 2.      | 8 lutego    | 1964 | Innsbruck   | Sztafeta 4 × 10 k       | 2:18:34.6 h | +7.8 s      | Szwecja           |
| 6.      | 7 lutego    | 1968 | Grenoble    | 30 km stylem klasycznym | 1:35:39.2 h | +1:50.6 min | Franco Nones      |
| 4.      | 10 lutego   | 1968 | Grenoble    | 15 km stylem klasycznym | 47:54.2 min | +43.4 s     | Harald Grønningen |
| 3.      | 14 lutego   | 1968 | Grenoble    | Sztafeta 4 × 10 k       | 2:08:33.5 h | +2:23.2 min | Norwegia          |
| 11.     | 17 lutego   | 1968 | Grenoble    | 50 km stylem klasycznym | 2:28:45.8 h | +2:39.1 min | Ole Ellefsæter    |

### Mistrzostwa świata
| Miejsce | Dzień     | Rok  | Miejscowość  | Konkurencja             | Czas biegu   | Strata       | Zwycięzca            |
| ------- | --------- | ---- | ------------ | ----------------------- | ------------ | ------------ | -------------------- |
| 17.     | 20 lutego | 1962 | Zakopane     | 15 km stylem klasycznym | 55:22,8 min  | +2:57,9 min  | Assar Rönnlund       |
| 2.      | 22 lutego | 1962 | Zakopane     | Sztafeta 4 × 10 k       | 2:24:39,8 h  | +44,5 s      | Szwecja              |
| 2.      | 17 lutego | 1966 | Oslo         | 30 km stylem klasycznym | 1:37:26,7 h  | +44,6 s      | Eero Mäntyranta      |
| 5.      | 20 lutego | 1966 | Oslo         | 15 km stylem klasycznym | 47:56,2 min  | +27,6 s      | Gjermund Eggen       |
| 2.      | 23 lutego | 1966 | Oslo         | Sztafeta 4 × 10 k       | 2:14:27,9 h  | +1:12,1 min  | Norwegia             |
| 15.     | 15 lutego | 1970 | Vysoké Tatry | 30 km stylem klasycznym | 1:39:18,01 h | +4:37,33 min | Wiaczesław Wiedienin |
| 18.     | 17 lutego | 1970 | Vysoké Tatry | 15 km stylem klasycznym | 47:01,71 min | +1:46,72 min | Lars-Göran Åslund    |
| 4.      | 21 lutego | 1974 | Falun        | Sztafeta 4 × 10 k       | 2:03:15,85 h | +2:46,64 min | NRD                  |